# Lü Zhiwu
Lü Zhiwu ou Lv Zhiwu (Wenzhou, 18 de março de 1989) é um nadador chinês. Ele conquistou uma medalha de bronze nos Jogos Olímpicos de Londres de 2012, na prova do revezamento 4x200 metros livres.